# René Morales
René Arturo Morales Alvarado (San Juan Ostuncalco; 22 de febrero de 1953) es un exfutbolista guatemalteco que disputó los Juegos Olímpicos de Montreal 1976 con la selección de Guatemala y se desempeñaba como delantero.
Es el séptimo máximo goleador de la Liga Nacional de Guatemala con 170 tantos.

## Trayectoria
Inició siendo jugador del Xelajú Mario Camposeco en agosto de 1970 y en su primera temporada, fue el máximo goleador de la Liga Nacional.
Con el club se mantuvo hasta 1973, ya que fue comprado por el Aurora. Fue cedido a mediados de 1974 al Municipal, donde consiguió ganar la Liga Nacional.
Cuando retornó a Aurora, disputó contra Comunicaciones el 17 de diciembre el último partido de la liga 1975. Ese día logró anotarle cuatro goles al portero menos vencido del torneo Ricardo Piccinini, terminando el encuentro 5-4 y obteniendo el título.
Posteriormente estuvo con Comunicaciones, Juventud Retalteca y regresó a Xelajú en 1981, donde se mantuvo hasta 1986.

## Selección nacional
Su primera convocatoria con la selección de Guatemala fue en el Campeonato de Naciones de la Concacaf de Haití 1973, que era la eliminatoria para la Copa Mundial de Alemania Federal 1974.
En la copa logró dos anotaciones, sin embargo, no pudo calificar al Mundial. Después, jugó en el Preolímpico de 1976 y las eliminatorias para el Mundial de Argentina 1978.
En el preolímpico, consiguió dos goles y logró calificar a los Juegos Olímpicos de Montreal 1976. En este torneo, jugó los tres encuentros que pudo estar su selección, que quedó en fase de grupos.

### Participaciones en Juegos Olímpicos
| Torneo                   | Sede     | Resultado     |
| ------------------------ | -------- | ------------- |
| Juegos Olímpicos de 1976 | Montreal | Primera ronda |

## Clubes
| Club               | País      | Año       |
| ------------------ | --------- | --------- |
| Xelajú M.C.        | Guatemala | 1970-1973 |
| Aurora             | Guatemala | 1973-1978 |
| Municipal (cesión) | Guatemala | 1974      |
| Comunicaciones     | Guatemala | 1978      |
| Juventud Retalteca | Guatemala | 1979-1980 |
| Xelajú M.C.        | Guatemala | 1981-1986 |

## Palmarés

### Títulos nacionales
| Título        | Equipo             | País      | Año  |
| ------------- | ------------------ | --------- | ---- |
| Liga Nacional | Municipal          | Guatemala | 1974 |
| Liga Nacional | Aurora             | Guatemala | 1975 |
| Copa Nacional | Juventud Retalteca | Guatemala | 1979 |

### Títulos internacionales
| Título                           | Equipo         | País      | Año  |
| -------------------------------- | -------------- | --------- | ---- |
| Copa Fraternidad Centroamericana | Aurora         | Guatemala | 1976 |
| Copa de Campeones de la Concacaf | Comunicaciones | Guatemala | 1978 |

### Distinciones individuales
| Distinción                                       | Año     |
| ------------------------------------------------ | ------- |
| Máximo goleador de la Liga Nacional de Guatemala | 1970-71 |